# Perfume Universal (canção)
Perfume Universal é uma canção do álbum de estúdio O Mensageiro da Solidariedade  que fora lançado em 1999 pelo cantor, senador e bispo Marcelo Crivella. É a canção-tema da Igreja Universal do Reino de Deus.